# Велика Жукова
Велика Жукова (рос. Большая Жукова) — село в Дятьковському районі Брянської області Російської Федерації.
Населення становить 44 особи. Входить до складу муніципального утворення Большежуковське сільське поселення.

## Історія
Від 2005 року входить до складу муніципального утворення Большежуковське сільське поселення.

## Населення
| 2010 | 2013 |
| ---- | ---- |
| 34   | ↗44  |